# Grand Prix SAR La Princesse Lalla Meryem 2003
Il Grand Prix SAR La Princesse Lalla Meryem 2003 è stato un torneo di tennis giocato sulla terra rossa. È stata la 3ª edizione del Grand Prix SAR La Princesse Lalla Meryem, che fa parte della categoria Tier V nell'ambito del WTA Tour 2003. Si è giocato a Casablanca in Marocco, dal 31 marzo al 6 aprile 2003.

## Campioni

### Singolare
Rita Grande ha battuto in finale  Antonella Serra Zanetti con il punteggio di 6–2, 4–6, 6–1

### Doppio
María Emilia Salerni  /  Gisela Dulko hanno battuto in finale  Olena Tatarkova /  Henrieta Nagyová con il punteggio di 6–3, 6–4